# Tučapy u Soběslavi
Tučapy (deutsch Tutschap) ist eine Gemeinde in Tschechien. Sie befindet sich im Bezirk Okres Tábor, Region Jihočeský kraj, etwa 7 km nordöstlich von Soběslav und 17 km südöstlich von Tábor.

## Geschichte

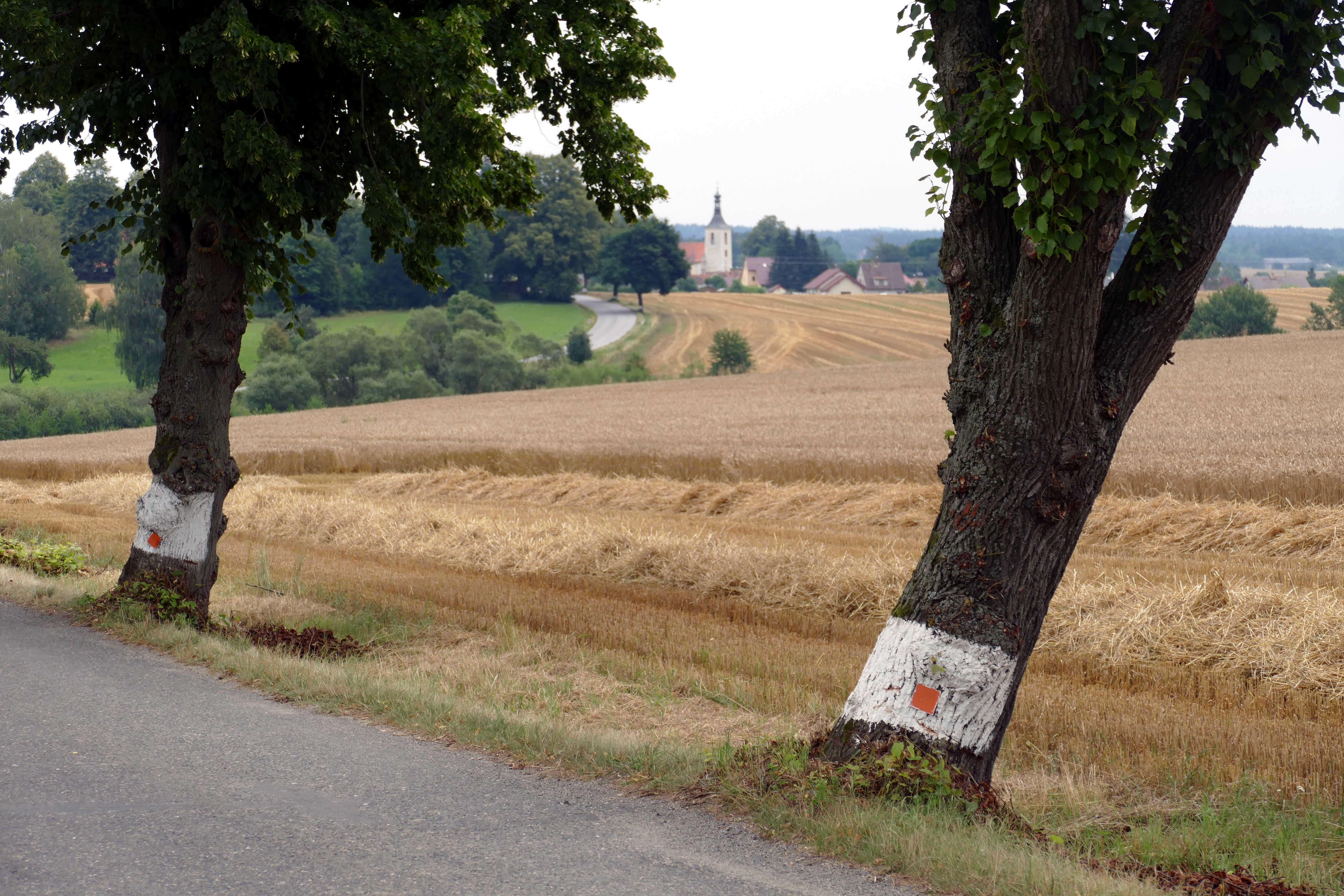
Ortsansicht

Die erste schriftliche Erwähnung der Gemeinde ist von 1354. Das Kastell wurde in der Zeit von 1359 bis 1366 von Tomáš z Tučap erbaut. An der Wende des 17./18. Jahrhunderts wurde es zum Schloss umgebaut.
Aus Tučapy stammte der Dirigent der Tschechischen Philharmonie Karel Ančerl (1908–1973).

## Gemeindegliederung

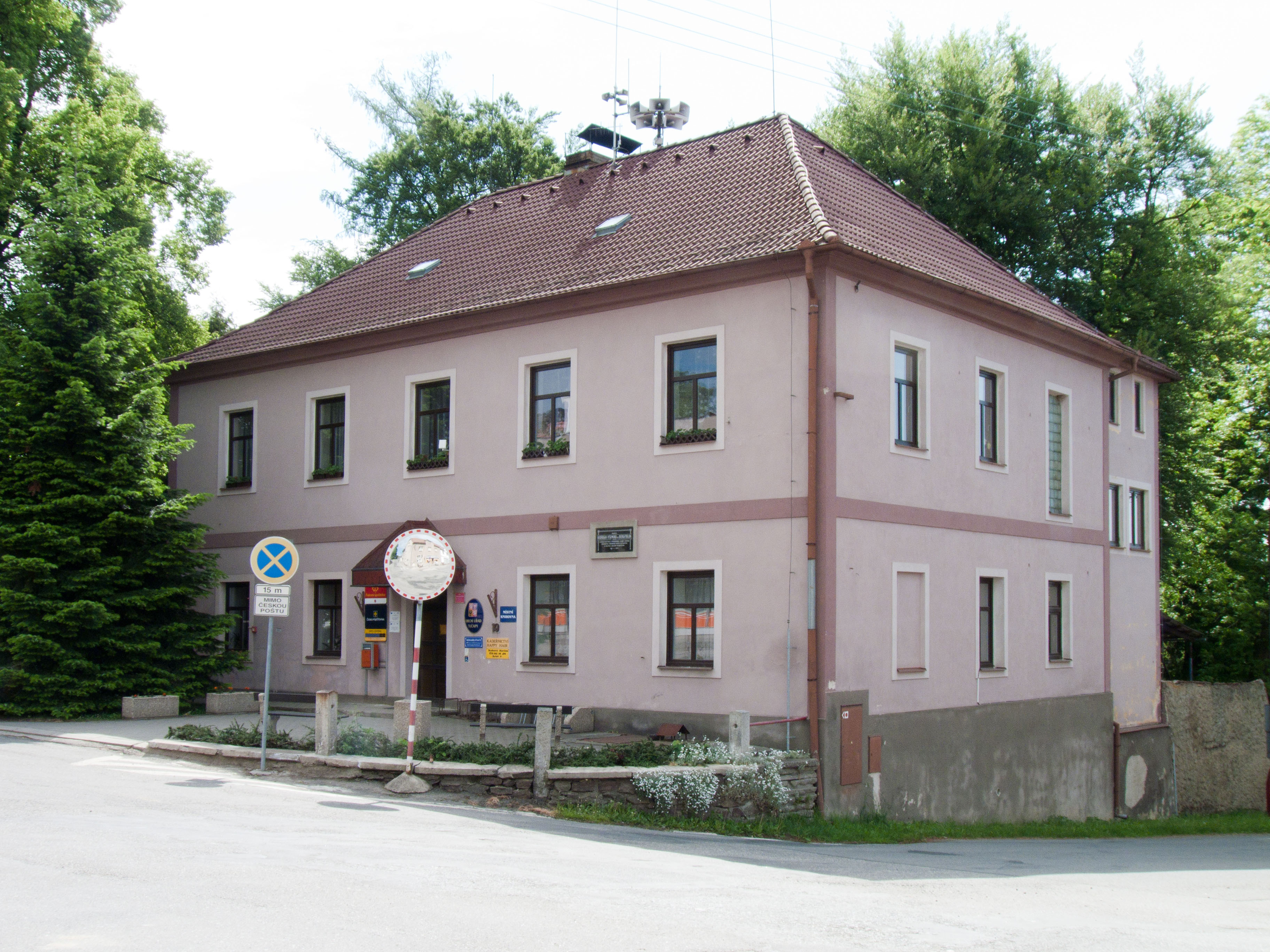
Gemeindeamt

Die Gemeinde setzt sich zusammen aus drei Ortsteilen:
- Tučapy (Tutschap)
- Brandlín (Brandlin)
- Dvorce (Dworetz)

Das Gemeindegebiet gliedert sich in die Katastralbezirke Brandlín u Tučap, Dvorce u Tučap und Tučapy u Soběslavi.